# 隐柱兰
隐柱兰（学名：Cryptostylis arachnites），为兰科隐柱兰属下的一个植物变种。